# Iron Fist (singolo)
Iron Fist (lett. "Pugno di ferro") è una canzone della band heavy metal Motörhead. Pubblicato come singolo il 3 aprile 1982 è stato pubblicato anche in versione vinile rosso, blu e nero.
Nel singolo, oltre all'omonima traccia appare anche Remember Me, I'm Gone, apparsa in seguito nelle riedizioni dell'album Iron Fist.
Questo è stato l'ultimo singolo comprendente la formazione classica dei Motörhead, con Lemmy Kilmister, Eddie Clarke e Phil Taylor; il chitarrista Clarke infatti abbandonò la band durante le registrazioni dell'EP Stand by Your Man.
Il 27 marzo 1982 la band venne intervistata da Tommy Vance di BBC Radio 1 esibendosi poi con le tracce Iron Fist, Loser, e Speed Freak.
La canzone è stata reinterpretata da molte band metal, tra le quali i tedeschi Sodom nel 1987 per il loro album Persecution Mania.

Dal 2004 invece, è la band symphonic metal Therion che suona la canzone, soprattutto dal vivo; una versione live è anche apparsa nel box-set Celebrators of Becoming.

## Tracce
Testi e musiche di Clarke, Kilmister, Taylor.
1. Iron Fist – 2:50
2. Remember Me, I'm Gone – 2:26

Durata totale: 5:16

## Formazione
- Lemmy Kilmister - basso, voce
- "Fast" Eddie Clarke - chitarra
- Phil "Philty Animal" Taylor - batteria